# جيم دونوهيو
جيم دونوهيو (بالإنجليزية: Jim Donohue)‏ هو لاعب كرة قاعدة أمريكي، ولد في 31 أكتوبر 1938 في سانت لويس في الولايات المتحدة، وتوفي بنفس المكان في 9 سبتمبر 2017.

## وصلات خارجية
- جيم دونوهيو على موقع دوري كرة القاعدة الرئيسي (الإنجليزية)
- جيم دونوهيو على موقعبيزبول رفرنس.كوم (الدوري الرئيسي) (الإنجليزية)
- جيم دونوهيو على موقعبيزبول رفرنس.كوم (الدوري الثانوي) (الإنجليزية)
- جيم دونوهيو على موقع مشجعي الرسوم البيانية (الإنجليزية)